# NGC 1566
NGC 1566 is een balkspiraalstelsel in het sterrenbeeld Goudvis. Het hemelobject werd op 28 mei 1826 ontdekt door de Schotse astronoom James Dunlop. Dankzij de opvallende wervelvorm ervan kreeg dit stelsel de bijnaam Spaanse danser (Spanish dancer). Vanaf de Aarde gezien staat NGC 1566 twee graden ten westen van de ster Alpha Doradus.

## Synoniemen
- PGC 14897
- ESO 157-20
- IRAS04189-5503